# Hingabe

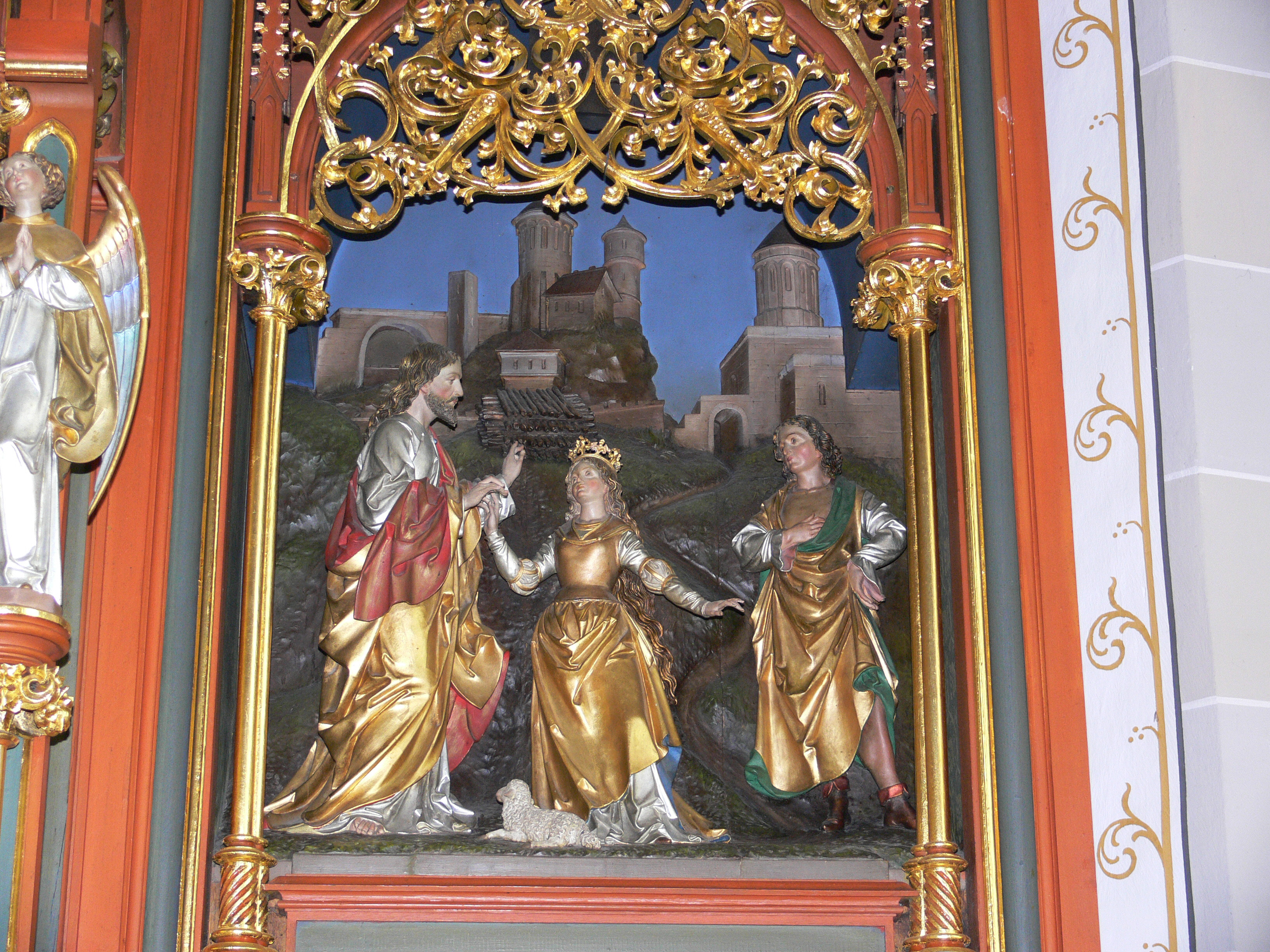
Hingabe der Hl. Agnes an Jesus unter Verzicht aller weltlichen Verlockung (Pfarrkirche St. Georg, Limpach)

Unter Hingabe (auch: Hingebung, Devotion) versteht man den von rückhaltloser innerer Beteiligung geprägten Einsatz eines Menschen für eine Angelegenheit oder eine Person, die für den Betreffenden von höchstem persönlichem Wert ist.
Die Hingabe ist dem Engagement, der Anstrengung, dem Eifer und der Leidenschaft verwandt; ihre Bewegung ist jedoch nicht ein aktives Drängen, sondern ein Zuwenden, Sich-Öffnen und Empfangen.
Der Begriff hat seine Prägung aus der christlichen Theologie enthalten, wird heute aber meist in säkularen Zusammenhängen verwendet, etwa um das Engagement eines Menschen für einen selbstgewählten Zweck oder ein sexuelles Sich-Anvertrauen zu bezeichnen.

## Begriffsgeschichte

### Altertum
Bereits die Antike kannte das Motiv der Selbstopferung (devotio), etwa im Falle der Geschichte des römischen Konsuls Publius Decius Mus, der sich 340 v. Chr., um die Schlacht am Vesuv zu gewinnen, den Göttern geopfert haben soll.

### Weltreligionen
Das Judentum kennt die Kawwana als Hingabe der Gläubigen beim Gebet.
Bei den Kirchenvätern wurde die devotio dann auch zum christlichen Programm, besonders bei Ambrosius, für den sie als Gottergebenheit und Frömmigkeit gemeinsam mit dem Glauben (fides) die Grundbedingung dafür bildet, dass der Mensch die Gnade Gottes erlangen kann. Im ausgehenden 14. Jahrhundert entstand in den Niederlanden die Devotio moderna, eine von der christlichen Mystik angeregte religiöse Erneuerungsbewegung, die stärker als das Mainstream-Christentum auf eine persönliche und innerliche Frömmigkeit abzielte. Auch die Andacht – als religiöse Versenkung – ist der Hingabe eng verwandt. Einen besonderen Akt der Hingabe an Gott bildet das Gelübde. Als Devotionalien bezeichnet man im Christentum Gegenstände wie z. B. Kreuze, Heiligenbilder und Ikonen, die die Frömmigkeit anregen sollen.
Eine ganz zentrale Rolle spielt die Hingabe auch im Islam. Das arabische Wort Islām (إسلام) bedeutet „Hingabe“, nämlich ebenfalls die Hingabe an Gott.
Im Hinduismus bezeichnet Bhakti den Weg der liebenden Hingabe an einen personalen Gott. Die Verehrung erfolgt in Form von Gebeten, Liedern (Bhajan) oder der Ehrerweisung (Puja) gegenüber der Gottheit. Besonders ausgeprägt ist die Verehrung Krishnas.

## Säkulare Bedeutungen

### Motivation

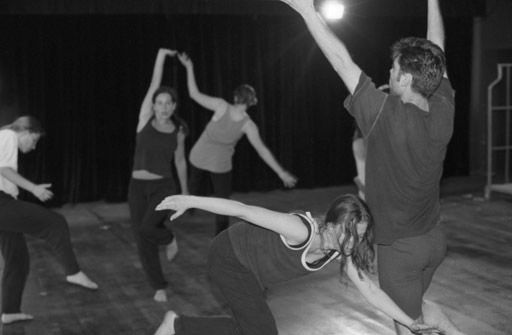
Hingabe in einer Übung an einer Schauspielschule

Der Ausdruck „Hingabe“ wird heute vielfach umgangssprachlich verwendet, um zu bezeichnen, dass jemand eine Tätigkeit mit Liebe und Engagement ausübt.
Die Arbeitspsychologie kennt den Terminus organisationales Commitment (commitment = engl. für „Hingabe“, „Bindung“), der die Motivation eines Mitarbeiters bezeichnet, sich für einen Betrieb oder eine Organisation einzusetzen.

### Sexuelle Hingabe
Sexuelle Hingabe – als bereitwilliges Sich-Davontragenlassen von sexueller Erregung – wurde in der Westlichen Welt bis ins 20. Jahrhundert eher von Frauen als von Männern erwartet. In seinen Metaphysischen Anfangsgründen der Rechtslehre (1797) hatte jedoch schon Kant festgestellt, dass Mann und Frau sich im Geschlechtsakt einander hingeben. Die Liebenden machen sich füreinander zum Genussobjekt, wobei das Genießen, obwohl von aktiven Momenten durchsetzt, im Ganzen ein passives Verhalten sei.
Eine genaue literarische Beschreibung sexueller Hingabe hat D. H. Lawrence 1928 in seinem als Entwicklungsroman weiblicher Sexualität angelegten Roman Lady Chatterley geliefert. Mit nüchterner Präzision beschreibt Lawrence darin, wie die Hauptfigur, Connie, der zunächst ihr eigener kritischer Intellekt die Liebe zu verderben droht –

“She felt herself a little left out. And she knew, partly it was her own fault. She willed herself into this separateness. Now perhaps she was condemned to it. She lay still, feeling his motion within her, his deep-sunk intentness, the sudden quiver of him at the springing of his seed, then the slow-subsiding thrust. That thrust of the buttocks, surely it was a little ridiculous. If you were a woman, and a part in all the business, surely that thrusting of the man’s buttocks was supremely ridiculous. Surely the man was intensely ridiculous in this posture and this act!”

„Sie fühlte sich ein bisschen übergangen. Und sie wusste, es war zum Teil ihr eigenes Verschulden. Sie zwang sich selbst in dieses Getrenntsein. Jetzt war sie vielleicht dazu verdammt. Sie lag still, fühlte seine Bewegung in sich, seinen tief versunkenen Eifer, sein plötzliches Beben beim Ausstoßen seines Samens, dann das langsam abklingende Stoßen. Das Stoßen der Hinterbacken, das war gewiss ein bisschen lächerlich. Wenn du eine Frau bist, und ein Teil der ganzen Angelegenheit, dann ist das Stoßen der Hinterbacken des Mannes sicher zutiefst lächerlich. Sicherlich, der Mann ist in dieser Haltung und in diesem Akt enorm lächerlich!“

– später zu Hingabe und Erfüllung findet:

“This was different, different. She could do nothing. […] Whilst all her womb was open and soft, and softly clamouring, like a sea-anemone under the tide, clamouring for him to come in again and make a fulfilment for her. She clung to him unconscious in passion, and he never quite slipped from her, and she felt the soft bud of him within her stirring, and strange rhythms flushing up into her with a strange rhythmic growing motion, swelling and swelling till it filled all her cleaving consciousness, and then began again the unspeakable motion that was not really motion, but pure deepening whirlpools of sensation swirling deeper and deeper through all her tissue and consciousness, till she was one perfect concentric fluid of feeling, and she lay there crying in unconscious inarticulate cries.”

„Dies war anders, anders. Sie konnte nichts tun. […] Während ihr Leib geöffnet und weich war, und sanft rief, wie eine Seeanemone unter der Flut, danach verlangte, dass er wieder in sie kam und ihr Erfüllung brachte. Sie klammerte sich an ihn, vor Leidenschaft unbewusst, und er verließ sie nie ganz, und sie fühlte, wie seine weiche Knospe sich in ihr rührte, und seltsame Rhythmen wallten in ihr auf, die in einer seltsamen Bewegung, die immer rhythmischer wurde, wuchs und wuchs, bis ihr gespaltenes Bewusstsein vollständig damit ausgefüllt war, und dann begann wieder die unaussprechliche Bewegung, die nicht wirklich Bewegung war, sondern nur tiefer werdende Wirbel von Empfindungen, die tiefer und tiefer durch ihr gesamtes Fleisch und Bewusstsein strudelten, bis sie ein perfekt konzentrischer Fluss von Empfindungen war, und sie lag da, unbewusst unartikulierte Schreie ausstoßend.“